# 阿靈頓縣 (維吉尼亞州)
阿灵顿县（英語：Arlington County）是美国弗吉尼亚州東北部的一個縣份，位於波托马克河西岸、华盛顿哥伦比亚特区對岸。原來是D.C.特區的一部份，但美国国会在1846年7月9日退回給維吉尼亞州。阿灵顿被视为華盛頓都會區的第二大城市（尽管其是縣）。該縣面積26平方英里（67.7平方公里），是美国地理面积最小的自治县。2020年的人口統計共有23萬8,643人，是弗吉尼亚州第六大县。如果它被视为一个城市，阿灵顿将成为该州人口第三多的城市；按家庭收入中位数计，它則是美国第五高收入县。
由于该县靠近华盛顿特区市中心，阿灵顿国家公墓，罗纳德·里根华盛顿国家机场和五角大楼（美国国防部總部所在）位於本縣。亚马逊HQ2、波音、雷神技术总部也位于此。

## 历史

### 前殖民时代
在歐洲人到来前，印第安人是当地的人口主要組成。这些印第安人主要从事农业和采集狩猎活动，但没有形成封建国家，而是以部落的形式存在。

### 殖民时代
英国在1620年设立弗吉尼亚殖民地，开始对弗吉尼亚东部沿海进行殖民扩张。欧洲人的到来导致印第安人大量死于旧大陆的疾病，如天花、麻疹等。虽然也有其他欧洲国家在此从事殖民活动，但由于英国人的移民较多，这里很快成为了弗吉尼亚殖民地的一部分。英国人在阿灵顿县境内主要从事贸易、烟草种植、木材加工和手工业活动。
现在构成阿灵顿县的地区曾经是費爾法克斯縣的一部分。英国君主将土地赠予给著名的英国人，以换取政治优惠和发展努力。托马斯·费尔法克斯是受资助者之一，费尔法克斯县和費爾法克斯市均以他的名字命名。 阿灵顿县的名称源自第一代阿靈頓伯爵亨利·貝內特（Henry Bennet），这是波托马克河沿岸的一个种植园，以及该庄园上的家庭住宅阿灵顿宫（Arlington House）。 第一夫人马莎·华盛顿的孙子喬治·華盛頓·帕克·卡斯蒂斯于1802年获得了这片土地。该遗产最终传给了羅伯特·E·李将军的妻子玛丽·安娜·卡斯蒂斯·李。该片土地后来在内战期间成为阿灵顿国家公墓。

### 美国独立后
1776年爆发了獨立戰爭，大陆军和英軍在阿灵顿境内都有过军事活动和接触。阿灵顿县的面积很小，所以大陆军在此和英军的战斗并不多。1783年的《巴黎條約》承认了美国的独立地位，弗吉尼亚州取代英屬維吉尼亞省成立。
现在包括几乎整个阿灵顿县的地区，以及现在亞歷山卓的大部分地区，都被弗吉尼亚割让给了新联邦政府。1790年7月16日，国会通过了《居住法》，授权将首都从費城迁至美国总统乔治·华盛顿在波托马克河畔选定的地点。《居住法》最初只允许总统在马里兰州选择一个地点，远至现在的阿纳卡斯蒂亚河以东。 然而华盛顿总统将联邦领土的边界转移到东南部，以包括该地区南端现有的亞歷山卓镇。
1791年，国会应华盛顿總統的要求修改了《居住法》，批准了新址，其中包括弗吉尼亚割让的领土。然而，《居住法》的这项修正案明确禁止“在波托马克河马里兰州一侧以外的地方建造公共建筑”。19世纪前期，华盛顿特区一直是特别小的居民点，人口仅有数千人，因为联邦政府机关都设立在北岸的领地，且唯一有规模的居民点——乔治城也在北岸，南岸长期被忽略，当地居民对比十分不满。
主要由于国会对经济的忽视、奴隸制度问题上的分歧以及该地区居民缺乏投票权，一场将亞歷山卓从哥伦比亚特区归还弗吉尼亚的运动兴起。1840年至1846年间，亚历山德里亚人向国会和弗吉尼亚州议会请愿，批准这一被称为“回归”的移交。1846年2月3日，州议会同意，如果国会批准，则接受亚历山德里亚的回归。 经过亚历山德里亚人的进一步游说，国会于1846年7月9日通过立法，根据全民公投将波托马克河以南的所有选区领土归还给弗吉尼亚州；時任总统詹姆斯·诺克斯·波尔克于第二天签署了该法案。1846年9月1日至2日举行了关于光复割让的全民投票。亞歷山卓市的选民以734：116的投票结果支持光复割让，而亞歷山卓县其他地区的选民则以106：29的投票反对光复割让。公投结束后，波尔克总统于1846年9月7日发布了移交公告。不过，弗吉尼亚州立法机关并没有立即接受转投提议。弗吉尼亚州立法者担心亚历山德里亚县人民没有被适当地纳入光回归程序中。 经过几个月的辩论，弗吉尼亚州议会于1847年3月13日投票正式接受回归法案。
南北战争时期，阿灵顿县连同弗吉尼亚州属于南方邦聯的控制区，北岸的聯邦政府机关处于火炮的射程内，所以北方军一直试图夺取阿灵顿县以保卫首都的安全。双方军队在阿灵顿县时有接触和交火。
19世纪后期，美国的工业和城市化水平经历了爆炸式增长，同时由于国家人口快速增加、政府功能复杂化，联邦政府一再扩充，北岸的华盛顿特区发展迅速，对阿灵顿县形成了刺激效应，阿灵顿本地的工业和经济也迅速增长。

### 20世纪
阿灵顿县在1930年經濟大蕭條时受到沉重打击，这使得当地开始转变经济增长方式，试图用更新的产业取代传统产业，该县的人口也因为华盛顿特区的繁荣和扩张而迅速增加。

### 21世纪
在2001年9月11日，基地组织（基地组织承认其发动此次袭击）劫持美国航空77号航班故意撞向到五角大楼，共造成115名國防部员工和10个外包人员，以及航班上所有53名乘客，6名机组人员，5名劫机者死亡。
阿灵顿被认为是明智開發的典范，在21世纪初期经历了爆炸性增长。
2017年， 雀巢美国选择阿灵顿境内的一个城市化区域Rosslyn的中央商务区作为美国总部。
2018年，亚马逊宣布将建立其第二总部亚马逊HQ2在阿灵顿境内，同时称其为“ 国家登陆”（National Landing）。

## 经济
在阿灵顿工作的近150,000人中，只有14%居住在该县，而86%则是通勤，其中27%来自邻县費爾法克斯縣。另有90,000人通勤去外地上班，其中42%通勤到哥伦比亚特区，29%通勤到费尔法克斯县。
2005年五角大楼将17,000多个工作岗位迁出水晶城，给阿灵顿造成了经济创伤。自那以后，水晶城一直在努力填补其写字楼，十多年来一直在与17%至24%的空置率作斗争。选择住在阿灵顿的大多数人都因为它比华盛顿特区便宜、公立学校资金更充足，毕业率更高、有更多的开放空间等。COVID-19大流行期间许多员工在家工作甚至此后也不再回到办公室而继续选择远程办公，阿灵顿将继续面临“前所未有”的办公室空置率。

## 交通运输

### 公共交通
华盛顿都会区运输局，即華盛頓地鐵（英语简称WMATA或Metro）为阿灵顿提供服务，该局是覆盖弗吉尼亚州、马里兰州和哥伦比亚特区部分地区的区域运输机构。華盛頓地鐵之橘線、藍線、黃線、銀線通過阿靈頓郡內並設有車站。阿灵顿的地铁站是华盛顿特区以外唯一可以找到该地铁系统内粗野主义的车站。

## 教育
瑪麗·蒙特大學是唯一一所主校区位于阿灵顿的大学。
喬治梅森大學有一个阿灵顿校区。校园内设有安东宁斯卡利亚法学院、政策、政府和国际事务学院以及吉米和罗莎琳卡特和平与冲突解决学院。  
2011年6月，弗吉尼亚理工學院开设了弗吉尼亚理工大学研究中心-阿灵顿，为计算机研究和工程专业的研究生提供了一个与首都地区的组织和研究机构互动的教学和研究基地。
罗斯林商务区是弗吉尼亚大学一些商业课程的所在地。此外，喬治·華盛頓大學、乔治城大学均在阿灵顿设有校区。